# Marcos Valle
Marcos Kostenbader Valle, född den 14 september 1943 i Rio de Janeiro, är en brasiliansk sångare, låtskrivare och skivproducent.